# Josef Frank
Josef Frank   (Plumlov, 15 de febrer de 1909 - Praga, 3 de desembre de 1952) va ser un polític comunista txecoslovac.

## Biografia
Des de finals de la dècada de 1920 va ser empleat en una empresa de roba a Prostějov. Es va involucrar en la política des de jove, va ser membre de la Joventut Comunista des de 1926 i es va unir al Partit Comunista de Txecoslovàquia quatre anys després. A la dècada de 1930 va treballar en organitzacions comunistes satèl·lit com a treballador de la cooperativa Včela i va ser president del sindicat Federació d'Empleats Privats.
Durant la Segona Guerra Mundial, va treballar a la resistència comunista a Prostějov. Entre 1939 i 1945 va ser empresonat al camp de concentració nazi de Buchenwald, on va conèixer a Jorge Semprún. Després de la guerra, va ocupar nombrosos alts càrrecs al partit: al VIII Congrés del Partit Comunista de Txecoslovàquia va ser elegit membre del comitè central, en el període de març de 1946 a gener de 1952, també va ser membre del Presídium del comitè central del Partit Comunista, i el 1948, va ser membre del comitè executiu del comitè central.
D'abril de 1946 a setembre de 1951, també va ocupar el càrrec de secretari general adjunt del Partit Comunista de Txecoslovàquia, i de setembre de 1951 a gener de 1952 va ser secretari del comitè central del Partit Comunista Hongarès. A les eleccions de 1948 va ser elegit membre de l'Assemblea Nacional pel Partit Comunista a la circumscripció de Jihlava.
El 1952 va ser expulsat del Partit Comunista de Txecoslovàquia, va ser detingut posteriorment i sentenciat a morir a la forca al judici Slánský, un judici-farsa orquestrat des de Moscou.

## Llegat
Sobre el procés Slánský, el director Costa-Gavras va rodar el film L'aveu, basat en el llibre homònim d'Artur London, un dels supervivents del procés, el guió del qual va escriure Jorge Semprún. La pel·lícula, estrenada el 1970, va aixecar una gran polèmica. El 2000, Zuzana Justman va rodar el documental A Trial in Prague sobre el judici.
El 1963, Josef Frank va ser rehabilitat legalment i civil de forma parcial, i el 1968 va rebre el títol honorífic d'Heroi de la República Socialista de Txecoslovàquia in memoriam.